# 瓊斯鎮
7°42′17.8596″N 59°54′22.104″W / 7.704961000°N 59.90614000°W
琼斯镇（Jonestown），又译琼斯敦，又稱人民圣殿教农业计划（Peoples Temple Agricultural Project），位于南美洲国家圭亚那西北部的丛林地带，是一個农业型公社，1974年开始在人民圣殿教教主吉姆·琼斯（Jim Jones）的领导下由众教徒集体开发。
该城镇位于丛林内，距离东北方的小镇凯土马港约11公里远。1978年11月18日，琼斯镇及其附近凯土马港的飞机跑道以及圭亚那首都乔治敦合共913人死亡。自此以后，琼斯镇这个名字也成了发生在该地区的恐怖事件的代名词。
在事件中有908人死于琼斯镇，他们均为集体服毒自杀，除2人外均明显被氰化物毒杀。根据事件参与者在自杀当日及先前的录音带纪录，套用教主吉姆·琼斯的话，他们不是被毒杀，而是“革命自杀”。而在自杀的908人当中，有超过200名儿童被谋杀。这次自杀事件与美国国会议员里奥·瑞恩前往调查琼斯镇虐待事件有关。11月18日，当瑞恩及随行者完成调查，在凯土马港的飞机跑道上欲登机离开时，被人民圣殿教的成员开火射击，瑞恩、3名媒體人員及1名欲離開瓊斯鎮的教徒被杀。

## 起源
人民圣殿教于1950年代中在印第安纳州的印第安纳波利斯创立。该组织声称要建立教徒社会主义，因此向沉迷宗教的成员宣扬新的教化——社会主义。
人民圣殿教的创始人是吉姆·琼斯，生于1931年，1953年在印第安纳波利斯创立了一个小教会。琼斯是一位马克思主义信仰者，他读过《资本论》，将马克思列宁主义和毛泽东思想原教旨奉为人民圣殿教教义。他还在传教过程中，称自己是列宁的转世。琼斯不否认自己是狂热的社会主义者，他声言在美国传教，目的就是实现他的共产主义理想。因此，他的个人行为和他所创立的“人民圣殿教”社会，确实与曾经存在或仍存在于世的某些马克思主义政党领袖的所为和所谓马克思主义的“社会主义社会”有诸多共同之处。
琼斯曾参与其他基督教会的活动，但其教派越来越偏离正统的基督教。琼斯的教派在印第安纳波利斯及加州的三个城市因帮助贫民而略有名声，他们设立免费饭堂、日间托儿所、老年人诊所及提供各項社会服务。1970年代，人民圣殿教在最高峰时曾有数千信众。
因为琼斯反对种族隔离，他在印第安纳受到大量批评和指控，使人民圣殿教于1965年迁往了加利福尼亚的红杉谷。1970年代早期，人民圣殿教不断发展壮大，在加利福尼亚的其他地方，包括洛杉矶和旧金山設立了分部。1970年代中期，人民圣殿教将总部移至旧金山。
人民圣殿教移至旧金山后，它在政治上变得更加活跃。在加利福尼亚的竞选活动中，琼斯逐渐成为一股强大势力的代表。民主党的政治家意识到这一点後，开始不斷拜访他，通过捐赠款项或实物来支持他的宗教组织，以获得大量人民圣殿教教徒的选票。至此，人民圣殿教已成为一个举足轻重的宗教组织。与一些邪教领导者不同，琼斯很希望在美国获得公众支持，并与一些最高层的政治家保持密切联系。他与加州州长埃德蒙·布朗频繁会面，琼斯亲切地称他“杰里”。洛杉矶市长汤姆·布雷德利和旧金山市市长乔治·奠斯考纳也经常邀请琼斯到家中作客，與他保持十分友好的私人关系。甚至连总统吉米·卡特也对琼斯产生兴趣，与之保持着间接的联系。卡特的夫人罗莎琳曾在1976年与琼斯共同主持过一次公众集会，数千名与会者向宗教领袖琼斯欢呼鼓掌。当时琼斯已在加利福尼亚担任了公职，负责处理旧金山市的房屋管理。

## 琼斯镇的建立

### 琼斯镇的诞生和选址
随着人民圣殿教的不断扩大，琼斯巨大的个人财富和崇高的领袖地位使他日益骄纵和敏感。在此期间，琼斯犯了两个严重的错误，这些错误使得他在美国民众心中主张和平与仁爱的崇高形象受到了质疑。首先，他请求官方批准他的教徒拥有武器，他认为很多教徒的生命安全正受威胁，所以有必要建立武装的自卫组织。其次，他对教派中持不同意见的人施以酷刑，并以死相威胁。当有些教徒表示要退出组织时，琼斯便迫害他们，一些人半夜被抓起来毒打。
在少数信众离开教派后，一些丑闻开始曝光，包括琼斯窃取信众财产、假装神迹治愈、严重处罚信众及自称为救世主等。记者、执法部门及政客开始注意琼斯的教派，琼斯的反应是长篇累牍及充满怒意的言论，宣称那些是离教者及外面世界正试图消灭其教派的谣言。与此同时，更多的前信众透露了教派内的殴打及虐待事件，而一些信众的亲人亦坚持他们的亲人在非自愿的情况下被迫留在教派内。数名特工开始监视人民圣殿教的活动，那些因希望退出教派而惨遭毒打的教徒的控告也纷至沓来。新闻界对此颇感兴趣，先后发表文章要求当局进行调查。
琼斯感到一种强烈的被迫害感。他认为整个中央情报局都在全力对付他，联邦调查局也派出全部保安人员监视他，甚至臆断会受到暗算。琼斯认为他已经建立了一个有能力改变美国乃至全世界道德观念与经济秩序的组织。同样他也夸大了美国当局对人民圣殿教的监视活动。事实上，无论是中央情报局还是联邦调查局对教主琼斯的虐待行为都不太感兴趣，在当局眼里他不过是个无足轻重的小人物。
1973年的冬天，在莱斯特批评人民圣殿教的报纸文章发表以及八名教徒叛逃之后，琼斯和他的一位亲信教徒准备了一个“立即行动”的应急计划来回应警察和媒体的攻击。这个计划列出了一系列的选择，包括逃往加拿大或者加勒比海的传教地区，例如巴巴多斯和特立尼达。与此同时，一个在琼斯心中已酝酿多年的念头又重新升起：要在一个不会对他进行监视的国家建立一个乡村宗教公社。他最初考虑把它建在某个社会主义国家，认为在一个自由平等的环境中建立这样的公社是适宜的。但是他的想法没有被他访问的第一个国家古巴所接受，因为古巴人对这伙希望脱离资本主义世界的美国人持怀疑态度。最终，人民圣殿教选择了南美洲一个不发达的热带国家——圭亚那。琼斯之后研究了圭亚那的经济状况以及与美国的引渡条约。在1973年10月，人民圣殿教的领导者们通过了在圭亚那建立一个乡村宗教公社的决议。
人民圣殿教选择圭亚那，一部分原因是因为它的社会主义政治环境。前圣殿教成员蒂姆·卡特声称选择圭亚那的原因是人民圣殿教认为法西斯主义正在蠕变，察觉到跨国公司对政府的主导作用以及政府的种族主义。卡特说人民圣殿教最终认定圭亚那，这个以英语为官方语言的南美洲社会主义国家有能力提供给圣殿教的黑人信徒一个和平的地方生活。
后来，圭亚那总理福布斯·伯纳姆表示，圭亚那吸引到琼斯的原因可能是“他想要以合作社为基础建立一个社会主义国家，并且这与他创建公社的想法相匹配”。同时，琼斯认为在圭亚那的领导层有几位黑人领导者，这是十分重要的，这个国家的狭小和贫穷也可以让琼斯很轻易地产生影响和获得政府的保护。
1974年，琼斯和人民圣殿教的教众与圭亚那的政府官员一同抵达圭亚那西北部的一片区域。他们签署了一份租约，讓琼斯从圭亚那政府那里获得了一片超过3,800英亩的丛林土地。这个地区位於與委內瑞拉有爭議的地區，拿圭亚那当地的标准来說，位置偏远，土壤贫瘠，最近的水源也距离约11公里路程。离那里几公里有一个小镇，并拥有一个簡陋的机场。尽管是一个封闭的山区，到处是难以涉足的森林，但它的位置十分理想，而且有可供小型飞机起降的机场。

### 大移民前的琼斯镇

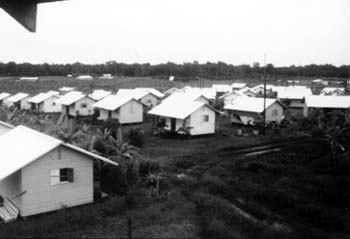
琼斯镇

第一批前往该地区的是負責清理场地的健壮男丁，随后是木匠和各种技工，他们築起了房屋并进行各种必不可少的准备工作。当具备居住条件后，妇女和儿童整家整家地搬進去。琼斯让人为他用上等木料建立了一幢舒适的房屋，里面装有空调、冰箱、电视机、收音机及其他一切可以使他在丛林中生活得更加舒适的设备。这些垦荒者在丛林中扎下营寨以后，在短短幾个月裡就建立了一个农业生产组织。他们种的蔬菜和水果获得丰收，自给有余，因此可以出售一部分到圭亚那的首都乔治敦，而那里的食品供应总是短缺，出售农产品所得的金钱足够支付这个乡村公社的开支。
营地建立一周以后，琼斯将所有教徒召集在一起，提议将这个刚刚建立起来的移民点以他的姓氏命名为“琼斯镇”，他的提议在一片热烈而充满兄弟情谊的气氛中得到了一致赞同。起初有500名教徒参与了琼斯镇的建设，人民圣殿教不断鼓励其他教徒迁往正式名称为“人民圣殿农业计划”的琼斯镇。琼斯将琼斯镇描绘为一个社会主义的天堂和逃离媒体监控的避难所。1976年，圭亚那政府正式承认了与人民圣殿教签署的关于租出3,000多英亩的土地用于琼斯镇建设的协议。
1974年，圭亚那政府批准了人民圣殿教进口货物免税的申请。同时，通过向圭亚那海关缴纳一定的费用，圣殿教能够在海关的保护下自如地进口武器和毒品。大量圣殿教教徒的迁入破坏了圭亚那政府为防止人口流失而严格制定的移民制度。为此，琼斯与政府签署了允许圣殿教教徒大量移民圭亚那的协议。为了获得圭亚那政府的许可，琼斯声明他的信众都是技艺纯熟并且具有进步思想，同时他还展示了一份裝有50萬美元的信封并宣称他会投资大部分圭亚那的教堂。为了迎合琼斯，圭亚那政府不仅放宽了移民限制，同时又制定政策限制人民圣殿教叛逃者的离开并吊销圣殿教反对者的护照。琼斯声称要把琼斯镇建设成为世界上最纯粹的共产主义社会。像许多限制移民的社会主义国家例如苏联、古巴、朝鲜一样，琼斯不允许教徒擅自离开琼斯镇。
人民圣殿教在圭亚那的首都乔治敦设立了办公处，在那里与伯纳姆以及其他圭亚那高官进行了大量的会谈。1976年，圣殿教教徒迈克尔（Michael Prokes）要求伯纳姆接受琼斯作为一名国外权贵享有和美国高级官员同等的待遇。琼斯曾经与加州副州长默文（Mervyn Dymally）一同访问伯纳姆，会后默文写给伯纳姆的一封信上称琼斯是“世上最美好的人类之一”，并表明拜访琼斯镇给他留下深刻的印象。人民圣殿教的教徒都不遗余力地宣称他们对伯纳姆的人民全国大会党的忠诚。一位圣殿教教徒，保拉·亚当斯与圭亚那驻美大使关系暧昧。圭亚那总理夫人维奥拉·伯纳姆也是人民圣殿教的狂热支持者。伯纳姆曾经声称，1977年9月当副部长托勒密·里德前往华府签署巴拿马运河条约时，蒙代尔曾问他：“吉姆怎么样了？”以此来向里德暗示他对琼斯的近况很感兴趣。

### 大移民中的琼斯镇

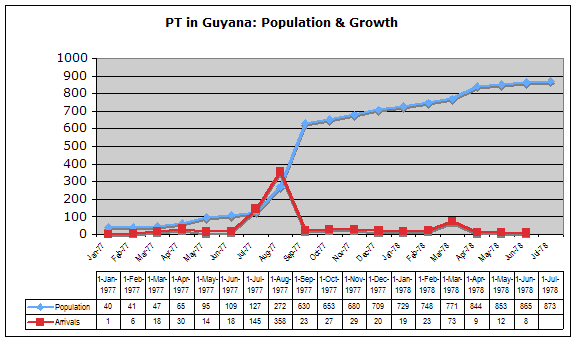
琼斯镇的移民人数

1977年的夏天，琼斯和几百位圣殿教教徒迁往琼斯镇以逃避来自旧金山媒体针对圣殿教房产调查的压力。琼斯离开的那天晚上，新西部杂志的一位编辑向琼斯阅读了即将出版的由马歇尔·基尔达夫所写的前教徒的详细指控。
1978年，琼斯镇顶峰时期的人口几乎达1,000人。

### 大移民后的琼斯镇
许多人民圣殿教的成员相信圭亚那会如琼斯承诺的那样，变成一个人间天堂或完美的乌托邦。大移民之后，琼斯镇变得拥挤不堪。
琼斯的到来，使琼斯镇的生活发生巨大的变化。先前开拓者们欣賞的那些从乔治敦送来的娱乐电影被清除，取而代之的是由苏联大使馆提供的苏联宣传短片以及有关美国社会问题的纪录片，例如美国老人的生活，越战老兵为适应城市生活所做的种种努力之类的内容。官僚主义的种种需求过度压榨了本该用于其他地方的人力资源，使房屋失修，杂草丛生。学校的学习以及为成人举行的夜间演讲变成了琼斯关于革命和敌人的讨论，主要关注苏联的联盟，琼斯的危机以及蒂莫西·斯托恩（Timothy Stoen）“唯利是图”的品性。
在开始几个月裡，人民圣殿教的教众从早上六点半工作到下午六点，一个星期工作六天。1978年，吉姆·琼斯的健康状况恶化之后，瓊斯的妻子馬塞林·琼斯（玛瑟琳·琼斯）开始掌管琼斯镇的日常事务，工作时间被减少到每周五天和每天八小时。
在各种生活便利唾手可得的城市中，教徒每星期日在教堂聚会一次的共同生活，与在艰苦条件下的共同生活完全不一样。琼斯镇的年平均气温在35摄氏度左右，闷热潮湿，蚊虫孳生，不习惯丛林生活的人感到窒息和烦躁。此外，在日常劳动生活、房屋分配及个人財產等方面的矛盾也使人们之间的关系变得紧张。那种被教徒倍加推崇的和平与理解、平等与博爱的理想环境，并不是轻而易举就能实现的。他们之间也常常为小事，或是因为性格不同，或是因为过于繁重的農業勞動而发生争执，从而破坏纪律和道德准则。琼斯很快意识到如不制止这种有害的行动，他的信徒很快就会纷纷离去，最终只能剩下一些狂热分子。于是他制定了严格的纪律，打算由此造就一批新人，一批摆脱了资本主义体制和腐朽的社会给他们带来的种种恶习的新人。每星期有两三次布道，此外还开办了学校对教徒进行训导教育，而这些活动是在一天繁重的劳动之后进行的，并常常持续到深夜。在那里琼斯的能力和才智得到了充分的施展，为公社成员排疑解难，并将他们牢牢地控制在手中。他使信徒相信，他们正在履行一项具有深远意义的大使命，随着时间的推移将会逐步改变世界的面貌，他称他的信徒是和平、仁爱事业的开拓者，将来的历史学家将把他们作为社会改革的先驱者载入史册。他们受到上帝的启示，从事这项将被后人推崇的伟大事业，他们将得到永生，因为生活在更加美好的世界里的后人会永远将他们铭刻在心里。
他的冗长演说产生了积极作用，教徒们努力地加强内部团结。他们当中大多数是黑人，他们因为自己的肤色而受到種族主義迫害，被排斥在资本主义生产之外。晚上，教徒常在充满着兄弟情谊的气氛中共进晚餐，也召开关于世界未来的讨论会。他们到处张贴标语提醒人们要关心他人，要抛弃一切成见互相友爱，要给教派每一个成员的劳动提供帮助。
由琼斯亲自录制的新闻报導是每天持续广播的一部分，經琼斯镇广播塔塔顶的喇叭播报，令所有教徒能整日整夜听到琼斯的声音。琼斯的新闻报導总是将美国描绘成一个资本主义和帝国主义的恶棍，同时以一种积极的语调报導社会主义的领导人，例如朝鮮勞動黨總書記金日成（“伟大的革命领袖，北韓工人阶级的领导者” ），罗伯特·穆加贝（“因为他的共产主义理念对津巴布韦人民的鼓舞而闻名于世…一位革命英雄” ）和斯大林（“被批判斯大林的人们所烦扰” ）。
琼斯镇与外界最基本的交流工具是一台短波电台。从日常的供应订单到机密的商业来往，所有与旧金山和乔治敦的语音交流都是通过这台电台传递的。美国联邦通讯委员会（FCC）指责人民圣殿教存在技术违规并且将业余频率用于商业目的。因为这台短波电台是琼斯镇唯一有效的非邮政通信工具，人民圣殿教认为FCC威胁撤销其操作员执照的行为威胁了琼斯镇的存在。
琼斯镇的土壤非常贫瘠，无法做到自给自足，需要进口肉类等大量的日用品。圣殿教的教徒住在狭小的公共房屋内，有些房子的墙是用棕榈叶编织而成的。教徒们每天吃的食物一般只有大米、豆类和蔬菜，偶尔才会有少量的肉酱和鸡蛋。尽管理论上来说琼斯掌控着数百万美元圣殿教基金的使用权，他仍然住在一个狭小的房间内，不過，他的房间内有一台冰箱，时常装着鸡蛋、肉类、蔬菜、沙拉和软性饮料。在1978年2月左右，疾病问题，例如严重的腹泻和高烧，影响着琼斯镇半数人的健康状况。
琼斯建立了一个类似私人卫队的组织，由30人组成，必要时可以使用武器。琼斯声称采取这种措施是为了防止外部的袭击，但这实际上是为了防止内部发生的骚乱，至少可以说，一旦发生这种情况可以轻而易举地进行镇压。一般来说这一组织不公开携带武器，武器储藏在一个行动十分便利的房子里，闲人不得入内。这支小部队的建立使公社变成了一个地道的微型国家。管理机构由琼斯的心腹组成，而他作为独裁者，拥有武装力量，可以对任何企图反抗的人进行镇压。对儿童的教育工作由琼斯负责，或者说由“国家”进行领导。所有的人都要日出而作，日落而息，而所得到的不过是一种精神上的奖赏，生产出来的利润全部落入管理人员的手中。
在琼斯镇中先后发生过几起逃亡事件，有些相互爱恋的青年因不能在一起生活而企图从丛林里逃到圭亚那首都乔治敦，然后打算从那里再回到美国去。但所有的人都被琼斯的卫队抓住带回营地，对他们的惩罚惨不忍睹。琼斯的卫队大施淫威，当众拷打他们，杀一儆百。所有的人，至少可以说大部分人对这种行动表示支持，并且责骂那些藐视琼斯威严的年轻人。同伴之间互相检举揭发已司空见惯，如果有谁未能严格地遵守各种规章制度，就会被同室的人揭发。任何一点越轨的行为都会被告发，所谓兄弟般的情谊，其实不过是伙伴之间互相告密的约束。
一些当地的圭亚那人，包括政府官员后来证实了残酷的殴打和一种名为“酷刑洞”的井的存在，这种井是用来关押那些违反规章制度的孩子们的。孩子们逐渐屈从于公共的照料，尊称琼斯为爸爸，一些孩子有时只允许在晚上简短地和自己的亲生父母见上一面。琼斯也被成年人尊称为父亲或爸爸。在琼斯镇存在的时间里，公社的育儿室共有33个婴儿出生。
美国的政府组织每月向琼斯镇的住民提供合计高达65000美元的社会福利金，而这些钱都移交给了人民圣殿教的管理层。1978年，美国驻圭亚那大使馆的官员在多个场合采访了这些社会保障的受助人以确保他们没有被迫违背自己的意愿。在接受大使馆采访的75个人中，没有一个人觉得被迫违背了自己的意愿，或是被强迫在移交福利的支票上签字，或是想要离开琼斯镇。到1978年末，据估计人民圣殿教的财产已达到了约两千五百万美元。

## 议员瑞恩造访琼斯镇前的事件

### 白夜
琼斯经常就琼斯镇的安全问题向信徒发表演说，其间他曾声称包括美国中央情报局和其他情报机构在内的“资本主义的猪”要捣毁琼斯镇并伤害信徒。完成工作之后，若紧急情况指令下达，人民圣殿有时会进行琼斯所谓的“白夜”活动。在“白夜”中，琼斯有时会给信徒四个选项：
- （1）尝试逃往苏联；
- （2）为革命自杀；
- （3）留在琼斯镇抵抗进攻者；
- （4）逃往丛林。

在至少两次“白夜”活动中，人民圣殿对大规模“革命性自杀”进行了模拟排练。从人民圣殿逃亡的德博拉·雷顿在一份书面陈述中描述了这种活动：
“每一个人，包括儿童，都被要求排好队，然后每人拿到一杯红色的液体。他们告诉我们那液体中有毒，喝了之后45分钟内便会死去。我们都照他们说的做了。时间到时我们本应死去，但琼斯说其实液体中没有毒，这么做只是为了测试我们的忠诚度。他也警告我们，在不远的将来我们可能有必要亲手结束自己的生命。” 
自从1976年琼斯获得了珠宝经营许可证，人民圣殿每个月进货半磅氰化物，琼斯声称这是用于清洗金子的。
因为害怕自己的命令受到藐视，琼斯虚构了一个狙击手攻击自己的情形，并发动了第一波“白夜”活动，称为“六日围攻”，其间琼斯告诉信徒说，人民圣殿已经被手持刀枪的外來侵略者包围。:360-72琼斯通过广播宣称：“如果我们不能被承诺远离外来骚扰，我们将以死相逼。”:367圭亚那副市长托勒密里德最终向琼斯的妻子马赛林保证，圭亚那国防军不会进攻琼斯镇。:370

### 再次寻求移民
“六日围攻”事件后，琼斯不再信任圭亚那政府:371。他指使信徒向十余个政府写信，询问移民政策，以便将人民圣殿迁离圭亚那。:371同时他也向美国国务院写信询问朝鲜情况，以及当时正处在中阿决裂阶段的阿尔巴尼亚的情况:371。
人民圣殿经常在乔治敦会见苏联、朝鲜、南斯拉夫和古巴的大使。在与苏联的交涉中，他们广泛地讨论将人民圣殿迁往苏联的可能性，并将可能的地点写进备忘录。沙龙·阿莫斯、迈克尔·普罗克斯以及其他圣殿成员在构想“圭亚那-朝鲜友好协会”中扮演了重要的角色，他们主办了两場关于朝鲜领导人金日成革命性思想的研讨会。:416
1978年10月2日，苏联驻圭亚那大使费奥多·季莫菲耶夫在琼斯镇做了两天访问并发表了演说。在演说前，琼斯声明道：“多年以来，我们一直保持着公开而明确的立场：美国政府不是我们的母亲，苏联才是我们精神的故土。”琼斯镇的信徒们报以持久而热烈的欢呼声和掌声。 季莫菲耶夫在演讲伊始表明苏联政府愿意向这个美国和全世界第一个社会主义和共产主义社区致以最深切最诚挚的问候。随后群众再次报以热烈掌声。季莫菲耶夫还说道：“我祝福你们，亲爱的同志们，祝你们正在从事的大事业取得成功。”
1978年10月前，人民圣殿成员几乎每周都要与季莫菲耶夫会面，讨论圣殿移民至苏联的事宜。

### 信徒家属的关注
与此同时，在1977年末到1978年初，蒂姆和格蕾丝·斯托恩一直与圣殿其他信徒的亲属保持联系，他们在珍妮·米尔斯（Jeannie Mills）的家中会面，自称“关注的亲属”。:408蒂姆·斯托恩参与向国务卿和圭亚那政府写信，并曾到华盛顿呼吁政府对琼斯镇展开调查。 1978年1月，斯托恩向国会写信，详细描述了琼斯镇的问题，并请求众议院向圭亚那总统福布斯·伯纳姆写信。91个议员写了信，其中包括议员里奥·瑞恩:458:227
琼斯受到美国方面的压力，于1978年2月17日接受了《旧金山稽查报》（The San Francisco Examiner）记者蒂姆·雷特曼（Tim Reiterman）的采访。:380-3雷特曼第二天便发表文章说斯托恩争取儿子监护权的行为立即引发了与人民圣殿教的诉讼案。:383这篇文章引起的反响破坏了人民圣殿教的声誉，使很多曾经的支持者开始怀疑人民圣殿教受到“右派仇杀”的说法。:383
翌日，即2月19日，哈维·米尔克向总统吉米·卡特写了一封信，表达了对人民圣殿教的支持。米尔克写道琼斯具有极高的人格品质。谈及逃亡的圣殿成员极力要求对人民圣殿开展调查，米尔克说他们用试图用无耻的谎言诋毁琼斯神父的声誉。
1978年4月11日，关注的亲属组织向人民圣殿教、出版社以及国会成员发布了一份文件，其中包括一些标题为“指控詹姆士·沃伦·琼斯（琼斯的原名）神父侵犯人权”的信件和书面陈述。 1978年6月，人民圣殿教的逃亡者德博拉·雷顿（Deborah Layton）向关注的亲属团体提供了一份更加详细的书面陈述，详细描述了人民圣殿教的犯罪行为，以及琼斯镇人民低标准的生活状况
在1978年的5月和6月，蒂姆·斯托恩曾在与吉姆·琼斯和圣殿教成员的庭审中请三名关注的家属成员出庭作证。查尔斯·加里（Charles Garry）代表人民圣殿教于1978年7月10日反诉蒂姆·斯托恩，索要1.5亿美元损失赔偿。

### 挖掘阴谋论
1978年夏天，琼斯聘请了调查肯尼迪遇刺案的阴谋论专家马克·雷恩（Mark Lane）和唐纳德·弗里德（Donald Freed），请他们帮构建一套阴谋论，来说明情报部门对人民圣殿教的压制是一场“巨大的阴谋”。:440琼斯告诉雷恩，他希望像黑豹党逃亡者埃尔德里奇·克里弗（Eldridge Cleaver）那样，在名誉恢复后能够回到美国境内。:4401978年9月，雷恩向琼斯镇人民演讲，对琼斯的理论表示支持，并且将他和马丁·路德·金进行类比。:440雷恩随后又召开新闻发布会，声明所有对人民圣殿教的指控都是不准确或不真实的，美国的情报机构正在对人民圣殿教展开一项“巨大的阴谋”，其中包括中央情报局、联邦调查局、联邦通信委员会，甚至是美国邮局都有参与。:440尽管雷恩声称他是无偿的，实际上琼斯每个月付给他$6,000美金作为建立阴谋论的报酬。:441

### 琼斯健康状况轉壞
在琼斯镇期间，琼斯的健康状况明显轉壞，有一位医生在1978年为他体检时说他可能有肺部感染。据称琼斯过量服用地西泮、安眠酮、兴奋剂和巴比妥类药物。:446他曾经洪亮的嗓音变得沙哑模糊，以前可以滔滔不绝的讲话，现在却连完整地读完一个句子都困难。:446
记者蒂姆·利特曼1978年11月17日第一次在琼斯镇见到琼斯时，对他健康状况的严重恶化表示震惊。经过对琼斯18个月的采访，利特曼写道：“亲眼看着他犀利的目光和偏激的思想，联想到包括我们自己在内的1,000多人的生命都在他的掌握之中，这太令人震惊了。”

## 瑞恩调查团在乔治敦的首次调查

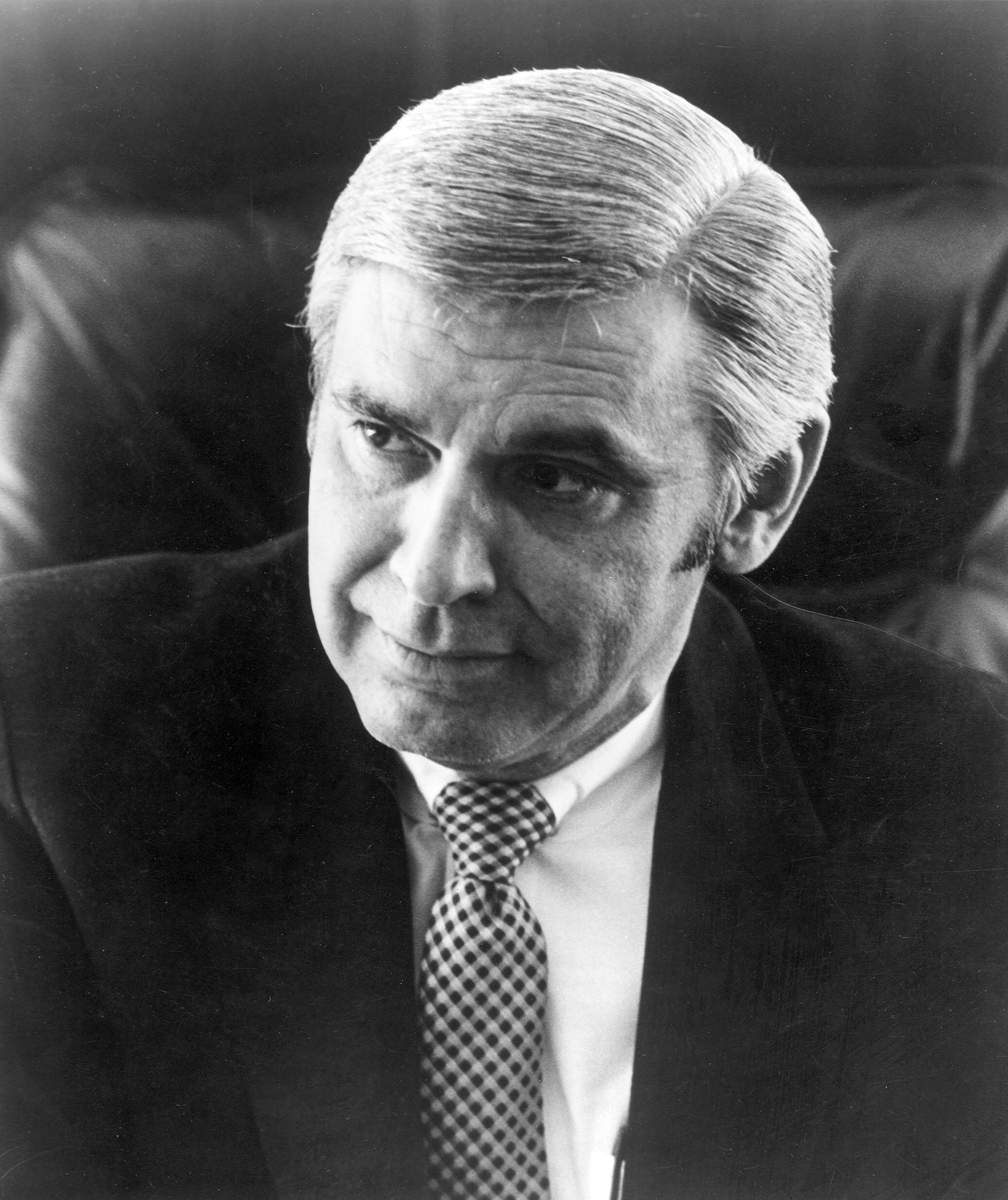
议员里奥·瑞恩

北加州国会议员里奥·瑞恩宣布将要访问琼斯镇。瑞恩是鲍勃·休斯顿的父亲的朋友。1976年10月5日，人民聖殿前教徒鲍勃·休斯顿被肢解的尸体在火車路軌附近被發現，在3日前他曾與前妻在電話中談論退出人民聖殿的事。:299-300 & 457-458随后的几个月，由于关注的家属组织的抱怨，以及德博拉·雷顿的逃亡，瑞恩对人民圣殿的兴趣与日俱增。:299-300 & 457-458
1978年11月14日，瑞恩一行18人乘飞机到达离琼斯镇240公里的圭亚那的乔治敦。到访人员包括政府官员、媒体代表以及关注的亲属的几个成员：:481议员瑞恩、瑞恩的法律顾问杰基·斯贝尔（现在是一名议员）、圭亚那信息部代表内维尔·安妮伯恩、美国驻圭亚那大使馆领事理查德·德威尔、《旧金山稽查报》记者蒂姆·利特曼、全国广播公司记者唐·哈里斯（Don Harris）、《旧金山稽查报》摄影师格雷格·罗宾逊、全国广播公司音频技术员史蒂夫·宋、全国广播公司制片人鲍勃·弗里克、《华盛顿邮报》记者查尔斯·克劳斯、《旧金山纪事报》记者容·加沃斯、NBC影像操作员鲍勃·布朗、以及包括蒂莫西和格蕾丝·斯托恩、史蒂夫和安东尼·卡萨里斯、贝弗利·奥利弗、吉姆·考博、谢尔文·哈里斯和卡洛琳·休斯顿·博伊德在内的关注的亲属成员。:476-480
人民圣殿的律师马克·雷恩和查尔斯·加里一开始拒绝了瑞恩一行人进入琼斯镇。:484-5

## 瑞恩调查团到访琼斯镇
11月17日临近中午，雷恩和加里通知琼斯，无论琼斯是否愿意以及有无安排，瑞恩将在下午2:30分到达琼斯镇。:485瑞恩的团队基本准时造访，由雷恩和加里陪同下于几小时后抵達琼斯镇10公里外的凯图马港机场。:487由于飞机座位有限，只有四名关注的亲属成员登上飞机，與瑞恩团队前往琼斯镇。:487-8起初，只有瑞恩和其他三人被允许进入琼斯镇，不过日落之后，其余的人也获准进入了琼斯镇。:488-90根据之后的报道（通过调查人员事后恢复的录音带得证），琼斯已经排练过如何让瑞恩调查团相信这里的所有人都生活幸福。:270
当天晚上，瑞恩调查团在大厅参加欢迎仪式。:491尽管给瑞恩一行人的接待仪式非常友好，琼斯却说他感觉像是要死了一般，并且咆哮着谴责了政府的阴谋以及媒体与敌人的攻击。弗农·格斯尼和莫妮卡·巴格比两位圣殿教徒在当晚迈出了逃亡的第一步。在大厅中，格斯尼向唐·哈里斯递了一张纸条（错把他当成了瑞恩），写道：“敬爱的议员，我们是弗农·格斯尼和莫妮卡巴格比。请帮我们逃离琼斯镇。”:271
当晚，瑞恩、斯贝尔、德威尔和安妮伯恩留在了琼斯镇。:498-9调查团的其他成员，包括媒体和关注的亲属，都被要求自行解决住宿，所以他们在凯图马港的一家咖啡屋里过夜。:498-9
11月18日一大早，11个圣殿教成员冒险走出村庄前往火车站，想要乘车到与凯图马港方向相反的马修斯里奇。这些逃亡者包括伊万一家、威尔逊一家（其中乔·威尔逊為琼斯镇主管安保）。:272当记者和关注的亲属当天稍晚再次来到琼斯镇时，琼斯的妻子马塞林带他们参观了村庄建设。:505

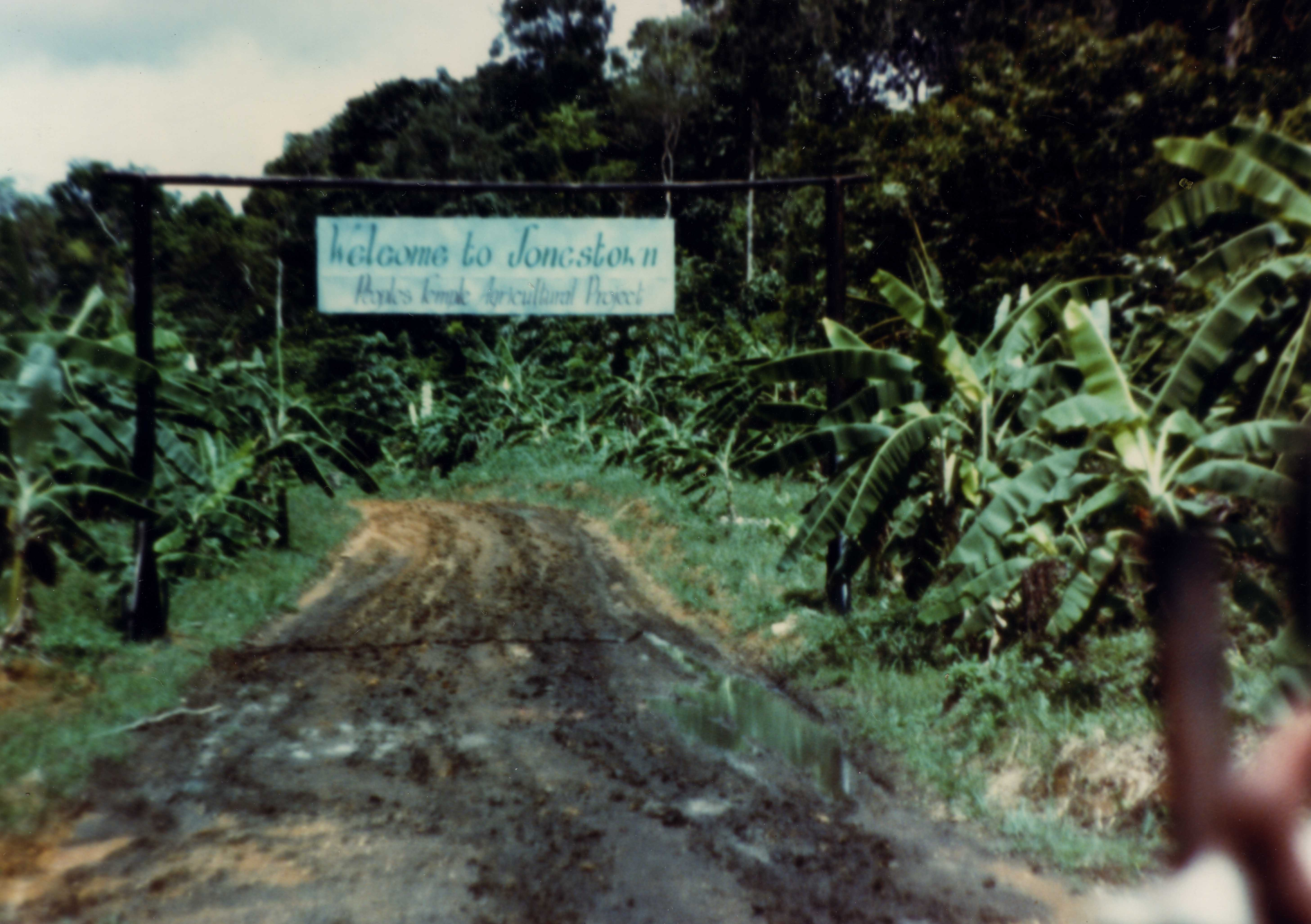
琼斯镇入口

当天下午，又有两家人找到调查团请求带离琼斯镇。:512他们是帕克斯和博格两家，以及家中的女伴克里斯托弗·奥尼尔和哈罗德·科德尔。:512琼斯的养子试图说服杰瑞·帕克斯不要离开，帕克斯说：“绝对不行。这里简直就是共产主义的集中营。”:273
琼斯准许了两家人以及格斯尼和巴格比的离开。:516在大厅裡，NBC的唐·哈里斯将弗农·格斯尼的纸条交给了琼斯，其他记者则将琼斯团团围住。:515琼斯告诉记者，这些离开琼斯镇社区的叛徒将会向世人撒谎并毁灭琼斯镇。:515
随着一阵猛烈的暴雨落下，琼斯镇的许多家庭都迸发了情绪。:516-7美国印第安人阿尔·西蒙试图带两个孩子找到瑞恩并完成回美国的手续。:516-7阿尔的妻子伯尼在圣殿工作人员的协助下，通过扩音喇叭大声地谴责了他的丈夫。:516-7阿尔恳求伯尼同他回美国，但伯尼拒绝了他的建议。:516-7

## 凯图马港机场枪击事件
大部分调查团的成员都乘坐大型卡车前往凯图马港机场，而瑞恩议员和德威尔则暂时留在琼斯镇以及时处理更多的逃亡者。:518
就在卡车到达机场前，圣殿教重视教徒拉里·雷顿（德博拉·雷顿的哥哥），要求加入团体。:518有几名逃亡者质疑了他们上车的动机。:518
就在卡车离开琼斯镇不久后，圣殿教成员唐·斯莱（昵称“尤佳拉”）手持一把刀绑架了瑞恩。:519-20尽管斯莱很快被群众制服，瑞恩毫发未伤，德威尔还是强烈建议瑞恩立即离开琼斯镇。:276瑞恩照做了，并说之后还会回来解决争端。
于此同时，前往机场的卡车上的人听说了瑞恩受到攻击，将卡车停下等待瑞恩。:524瑞恩随后也上了卡车，并在下午抵达了机场。:524
随行人员最初安排了一架19座的DHC-6双水獭飞机飞往乔治敦，由于逃亡人员的加入，需要另一架飞机来装增加的人员，因此美国大使馆安排了第二架飞机，一架6座的赛斯纳 :525
当调查团在下午4:30至4:45抵达凯图马港机场时，两架飞机本应已经到达，不过当时飞机却不在，因此调查团只好在机场等待，直到飞机5:10左右在机场降落。 随后人员开始登机。
拉里·雷顿登上了赛斯纳飞机，这架飞机计划先起飞。:526当飞机滑行到跑道远端时，雷顿掏出了手枪，开始向乘客射击。:533他击伤了莫妮卡·巴格比和弗农·格斯尼。当他试图杀害戴尔·帕克斯时，反被帕克斯解除了武装。:533
与此同时，一部分乘客已经登上了稍大的双水獭飞机。:527一辆由人民圣殿红旅安全队（Red Brigade security squad）人员驾驶的拖拉机牵引着一辆拖车向飞机靠近。:527当拖车与飞机距离约9米时，几乎与赛斯纳飞机上的枪击同时，红旅护卫队开始向双水獭飞机射击。有9名杀手的身份未能得到确认，不过根据各种信息源，多数人认为琼斯的安全主管乔·威尔逊、老托马斯·凯斯以及罗尼·丹尼斯就在其中。:278
有几秒钟的射击过程被NBC摄影师鲍勃·布朗的电子新闻采集摄像机录下。:529-31议员瑞恩、摄影师鲍勃·布朗、摄像师格雷格·罗宾逊、NBC记者唐·哈里斯和圣殿逃亡者佩特里希亚·帕克斯在数分钟的枪击中身亡。:529-31杰基·斯贝尔、史蒂夫·宋、理查德·德威尔、蒂姆·利特曼和安东尼·卡萨里斯等人在枪击中受伤。:529-31枪击之后，两架飞机的三名飞行员驾驶赛斯纳飞机飞往乔治敦，抛下了受损的双水獭飞机和受伤的调查团成员。:533

## 琼斯镇的死亡事件
在离开琼斯镇前往机场前，国会议员瑞恩告诉圣殿教的委托律师查尔斯·加里（Charles Garry）他将会撰写一份报告，将琼斯镇描述为“情况基本良好”。:275-76瑞恩声称，自己的60名采访对象中并无一人想要离开，那14名逃离者只是琼斯镇居民中的个例，他们感觉自己遭到监禁的原因，大概是源自同伴压力和物质交流的缺失。类似地，《华盛顿邮报》的记者查尔斯·克劳斯（Charles Krause）声称自己不相信琼斯镇像逃亡者们描述的那样糟糕，因为那里并没有营养不良或身体虐待的迹象，很多成员看起来反而很享受琼斯镇的生活，900多名居民中也只有很少数希望离开。
尽管加里将这一情况报告给了琼斯，琼斯仍然告诉他“我已经失败了”。盖里一再表示瑞恩将会作出一份正面的报告，但琼斯坚持认为“一切都失败了”。:273-74
一段44分钟长的录音带（被称作“死亡录音带”）至少部分记录了琼斯于那天傍晚在大厅召开的集会。集会开始前，助手准备了一个盛着饮料的金属大桶，并向其中投放了安定、水合氯醛、氰化物:282和异丙嗪几种药物。
当与会者们聚集到一起，有关瑞恩代表团飞回乔治敦这件事，琼斯告诉人们：“那架飞机上的一个人将会枪击飞行员，我知道这一点。我并未作出计划，但我知道这一定会发生。他们将会向飞行员开枪，并使飞机坠毁在丛林里，所以这件事发生的时候我们最好不要让孩子们离开，因为那些人将会利用降落伞从我们头上落下。” 一名圣殿教成员重复了琼斯之前的言论——敌对势力会把抓获的孩子培养成法西斯：“那些被抓获的（孩子），他们（敌人）将会让他们成长为傀儡。” 
在“死亡录音带”的记录中，琼斯曾催促圣殿教成员实施“革命性自杀”。圣殿教之前就已经计划过这种“革命性自杀”，而根据琼斯镇逃亡者的说法，这一理论是：“你将名垂青史；你选择了自己的道路，而拒绝资本主义并支持社会主义是你的义务。”:566
圣殿教成员克莉斯汀·米勒（Christine Miller）发表了意见，认为圣殿教应该选择尝试迁往俄罗斯。吉姆·麦克艾尔万（Jim McElvane），一个才刚到琼斯镇两天的前任临床医师，反驳了米勒对自杀的抵触态度来支持琼斯，声称“让我们创造这美好的一天”（并赢得了公社成员的掌声），接着还引证了自杀后获得重生的可能性。在几轮辩论之后，由于琼斯不断论证集体前往苏联是不可能的，并伴随着其他圣殿教成员敌对的反应，米勒最终败下阵来。然而，米勒或许是在琼斯证实瑞恩已经被杀之时——即琼斯的“红旅”护卫队枪杀了这名国会议员并从机场返回之后——便不再提出异议了。
当那些在机场实施了枪击的人返回琼斯镇后，蒂姆·卡特（Tim Carter），一名越战老兵，回想起那时枪击者们像疲倦的士兵一般茫然地望向远方的情景。:178
在琼斯证实了“国会议员之死”后，再也没有反对声出现在“死亡录音带”中。有关枪击了瑞恩的“红旅”护卫队，琼斯马上发表了看法“但无论如何红旅是唯一有所作为的”以及“红旅向他们展现了正义”。除了吉姆·麦克艾尔万，一些其他的圣殿教成员也发表了讲话，赞美琼斯和他所作出的集体自杀的决定，甚至在琼斯停止为此道谢并恳求加快进程之后仍未停止。
根据逃脱的圣殿教成员奥戴尔·罗德斯（Odell Rhodes）所说，第一个喝下毒药的是鲁莱塔·保罗（Ruletta Paul）和她一岁大的孩子。 一个去掉针头的注射器被用于向婴儿口中注入毒药，随后鲁莱塔也向自己口中注入了一剂毒药。斯坦利·克莱顿（Stanley Clayton）也见到带着婴儿的母亲们首先来到放置毒药的桌前。克莱顿说，琼斯来到人群之中以鼓励他们喝下毒药，然而当成年人们看到毒药开始起效时，“他们表现出了一种对死亡的抗拒”。
毒药在大约五分钟内开始起效。喝下毒药后，据罗德斯所说，人们被护送着沿一条木制走道走出大厅。尚不清楚是否有人起先认为这次行动只是又一次“白夜”预演。罗德斯报告其与濒死的儿童曾有密切的接触。
面对人们看到他人的毒药起效时的反应，琼斯安抚他们：“要有尊严地死去，要有尊严地倒下；不要带着眼泪和痛苦倒下。”他还说：“我告诉你们，我不在乎你们听到了多少尖叫，我不在乎有多少痛苦的人在哭喊⋯⋯死亡比继续过十天这种日子要强一百万倍。如果你们知道前方是什么——如果你们知道前方是什么，你将会庆幸这一切将在今晚结束。”  幸存者奥戴尔·罗德指出，当毒药被注入一些孩子的嘴里时，他们并没有表现出恐慌或情绪崩溃，人们看上去“处于恍惚的状态中”。这段陈述与作为证物的“死亡录音带”中大部分时间所记录的孩子的哭喊和尖叫相矛盾。
琼斯被发现死于他的椅子旁，位于另两人之间，头下面垫着一个枕头。:565他死于左边太阳穴上的枪伤，根据圭亚那验尸官赛利尔·穆图（Cyrill Mootoo）的说法，这是琼斯自己开的枪。
在琼斯镇发生的这一事件，是除了二十多年后发生的911事件以外，美国民众于现代史上最大规模的非自然災害损失 。

### 幸存者和目击者
三名圣殿教的高层成员称，他们是因为接受了一项任务才幸免于难。30岁的提姆·卡特（Tim Carter）和20岁的迈克·卡特（Mike Carter）两兄弟，以及31岁的迈克·普罗克斯接到了一件装有55万美金和13万圭亞那元的行李和一个信封，他们奉命要将这些东西送到位于乔治敦的苏联驻圭亚那大使馆。:561-80这个信封包含两个护照和三封说明信，其中第一封给苏联驻圭亚那大使费奥多·季莫菲耶夫的信这样写道：
敬爱的季莫菲耶夫同志：

以下这封信是一份说明，有关我们想留给苏维埃社会主义共和国联盟的所有资产。这里包含了几封信件，可以指示银行将现金支票寄送给您。我以人民圣殿教的名义这样做，是因为我们作为共产主义者，希望我们的财产能为帮助全世界受压迫的人民作出贡献，或者以任何您的决策团体认为合适的形式使用。:561-80
这些信件包含了一份账户清单，其中的余额总计超过了730万美金，并将转至苏联共产党的名下。卡特兄弟和普罗克斯很快放弃了这些钱的大部分，并前往停靠在凯图玛港的船只。无从得知他们最后是如何到达150英里（240公里）以外的乔治敦的，因为那艘船在那天的早些时候就已被圣殿教的领导者派遣出去了。:561-80
就在大厅中的最终集会开始前，查尔斯·加里和马克·雷恩（Mark Lane）两名律师得知人们对他们感到愤怒。:540-42他们被护送到一座过去用来招待来访者的房屋里。根据这两名律师所说，他们成功说服了带有武装的看守并逃到丛林中，最终达到凯图玛港。:540-42当他们身处村落附近的丛林中时，他们听到了枪声。:540-42这一描述与克莱顿的证词相符——克莱顿在偷偷返回琼斯镇去取回自己的护照时听到了相同的声音。
另有五个原本可能因服毒而死的人最后活了下来。:561-8079岁的葛洛弗·戴维斯（Grover Davis），因为听力障碍而没有听到扩音器播出的集合通知，躺在一条沟裡假装已经身亡。:132:57876岁的海亚辛斯·斯拉什（Hyacinth Thrash）意识到当时的状况后躲到了自己的床下，直到自杀活动结束后才走出来。:132:578她于1995年11月去世，享年93岁。
36岁的奥戴尔·罗德斯是琼斯镇的教师和手工艺人，他以去取听诊器为由离开后躲在了一座房子中。 25岁的斯坦利·克莱顿（Stanley Clayton）是一名厨房工人，也是休伊·牛頓的表亲，他骗过了安全守卫人员后逃往丛林。第五位幸存者，一个5岁的被唤做"Michael"的小男孩，通过藏在附近的树林里逃过一劫。他在被圭亚那的政府人员救助后返回了美国，并被收养。:132:580
《Daily Kent Stater》報導當時有72位倖存者。

### 药物检测
首先在琼斯镇现场进行药物检测的唯一一名医师是圭亚那的首席药物检测师莱斯里·穆图博士（Dr. Leslie Mootoo）。穆图目视检查了超过200具尸体之后告诉圭亚那的验尸陪审团，他观察到至少70具尸体上带有针孔。然而，对于这些针孔是注射毒药还是注射加速死亡以缓解痛苦的药物所留下的，并没有得出结论。穆图和美国病理学家林·克鲁克（Lynn Crook）确定一些尸体中呈现出了氰化物，而对大桶中的物质进行的分析显示其中含有几种镇定剂以及氰化钾和氯化钾。
塑膠杯、饮料包装和注射器（一些带有针头，另一些则没有）被随意丢弃在尸体附近的区域里。穆图的结论指出，安妮·摩尔（Annie Moore）的枪伤不可能是她自己造成的，尽管她也同样服下了一剂致命的氰化物毒药。
圭亚那当局放弃了他们对这一非自然死亡事件的验尸要求。美国的医生仅仅对七具尸体进行了检查，包括吉姆·琼斯、劳伦斯·夏克特博士（Dr. Lawrence Schact）、安妮·摩尔和卡洛琳·莱伊顿（Carolyn Layton）。安妮·摩尔和卡洛琳·莱伊顿被选为尸检对象，部分是由于摩尔家族，包括两名受害人的姐妹丽贝卡·摩尔（她并非圣殿教成员）的催促。

## 乔治敦的死亡事件
在11月18日的傍晚，在圣殿教位于乔治敦的办事处，圣殿教成员莎朗·阿莫斯（Sharon Amos）收到了来自琼斯镇的通讯消息，指示办事处的圣殿教成员向敌人复仇，然后实施革命性自杀。:522-3其后，当警察来到办事处时，莎朗·阿莫斯护送自己的孩子——21岁的莉安、11岁的克里斯塔和10岁的马丁——来到一个卫生间里。:544-5她用一把厨刀先杀死了克里斯塔和马丁，随后莎朗在莉安的帮助下用那把刀自杀，最后莉安也自杀了。:544-5

## 事件余波
在机场，记者蒂姆·利特曼用相机记录了这场暴力行动的后果。:568-70德威尔在现场承担了领导责任，而后在他的建议下，圭亚那国家警察局逮捕了雷顿。:534-8德威尔在机场的枪击中被一颗子弹擦伤了臀部。经过几个小时，十名伤者和他们队伍中的其他成员才集合起来。他们中的大多数在一家咖啡馆中度过了那个夜晚。伤势较重的人则睡在了机场上的一间帐篷。:534-8一架圭亚那政府派来的飞机于次日上午到达以转移伤者。:568-70五名帕克斯家族和博格家族的青少年成员以及一名男性朋友，在逃亡者杰拉德·帕克斯的指示下藏在了附近的丛林里，直到援助到达且他们的安全得到保证。:566-67此后这几名成员在丛林里迷路了三天，几乎丧命，所幸圭亚那军队最终发现了他们。
逃离琼斯镇后，奥戴尔·罗德斯于1978年11月18日夜晚到达了凯图玛港。那一夜，斯坦利·克莱顿和一家圭亚那当地人待在一起，并于第二天上午到达了凯图玛港。卡特兄弟和迈克·普罗克斯在凯图玛港受到了保护性监禁。:561-80他们后来在乔治敦被释放。罗德斯、克莱顿和盖里、瑞恩这两名律师也被带到了乔治敦。迈克·普罗克斯后来在琼斯镇事件发生四个月以后——1979年3月14日自杀身亡。
拉里·雷顿曾经向登上了塞斯纳飞机的数人开火，而利用他遭到了“洗脑”作为辩护，他在最开始被圭亚那法庭认定并未犯下謀殺罪。由于这一事件发生在圭亚那的领土上，雷顿无法被美国以企图谋杀弗农·格斯尼、莫妮卡·巴格比、塞斯纳飞行员和达尔·帕克斯的罪行进行审判，取而代之的是他在国会法案之下因涉嫌行刺国会议员和受国际保护的人士（即瑞恩和德威尔）而得到审判。他被认定犯有以下罪行：制造阴谋；协助与教唆谋杀国会议员里奥·瑞恩；谋杀理查德·德威尔未遂。直至他于2002年假释出狱时，他是唯一一名因琼斯镇事件被追究刑事责任的人。
琼斯镇事件广受媒体关注。关于这一事件的图片在它发生后的几个月内占据着报纸和杂志的封面，包括被《时代》和《新闻周刊》杂志冠以“死亡邪教”的标签。1979年2月的调查显示98%的美国人对这场悲剧有所耳闻。:289乔治·盖洛普称“事实上，几乎没有几个事件在盖洛普民意测验的整个历史上如同这个事件一般，在美国民众中如此地广为人知。”:289
在这次死亡事件后，美国众议院对外事务委员会和美国国务院自身均对国务院过去对公社的处理方式提出了批判。:576

## 倖存者
共計908位死亡者，而教主之子則不在現場活了下來。
- Larry Layton - 槍手。
- Tim Reiterman 記者，槍戰中逃亡。
- Vernon Gosney 槍戰中逃亡。
- Sherwin Harris 黎安的父親，女兒黎安逝世，為岳母所弒。
- Stephan, Jim Jr., and Tim Jones- 為瓊斯的兒子，共三子存活，因當時不在瓊斯鎮，參加籃球比賽。其他瓊斯兒女皆在瓊斯鎮死亡。

### 信徒
其中有8位被新聞《Daily Kent Stater》明確報導倖存的信徒，年齡分別在61歲至79歲。
- 葛洛弗·戴维斯（Grover Davis，79歲），由於聽力障礙而錯過當時的集合播報，因此在溝內裝死，在事件之後同年逝世。
- 海亚辛斯·斯拉什（Hyacinth Thrash，1902年3月5日—1995年11月18日，當時76歲），美國亞拉巴馬州人。當時在意識到當時的事情而爬至床底躲藏，直至大屠殺徹底結束後才爬起來；《Daily Kent Stater》報導則指出她當時因為熟睡而逃過這場大屠殺。她之後出版自傳《The Onliest One Alive: Surviving Jonestown, Guyana》描述該事，並在大屠殺後的17週年（1995年）離世。
- Raymond Godshalk（62歲）
- Alvaray Satterwhite（61歲）
- Marian Campbell（61歲）
- Madeline Brooks（73歲）
- Carol Young（78歲）
- Miguel DePina（1894年—1979年，當時84歲），在事發前，因為患病而前往醫院治療並逃過一劫。

## 另見
- 大衛教派
- 喝酷愛飲料（英语：Drinking the Kool-Aid）